# Helga Weinberger
Helga Weinberger (* 11. Februar 1953 in Allhartsmais) ist eine bayerische Politikerin (CSU) und war von 2003 bis 2008 Abgeordnete des Bayerischen Landtags. Sie ist stellvertretende Landrätin des Landkreises Freyung-Grafenau.

## Ausbildung und Beruf
Helga Weinberger machte nach der mittlere Reife eine Ausbildung als Sekretärin und arbeitete anschließend 25 Jahre als Sekretärin im Bischöflichen Ordinariat Passau. Helga Weinberger ist römisch-katholisch, verwitwet und Mutter zweier Kinder.

## Politik
Helga Weinberger ist seit dem 9. März 1991 CSU-Mitglied. Seit dem 1. Oktober 1990 ist sie auch Mitglied der Frauen Union (FU). In der FU ist sie Kreisvorsitzende und Mitglied des Bezirksvorstands Niederbayern. 1984 bis 1990 war sie Gemeinderätin und von 1996 bis 2008 ehrenamtliche Bürgermeisterin von Schöfweg. Seit dem 1. Mai 1996 ist sie auch Kreisrätin.
Vom 6. Oktober 2003 bis 2008 war sie Mitglied des Bayerischen Landtags und dort Mitglied des Ausschusses für Kommunale Fragen und Innere Sicherheit. Bei den Landtagswahlen 2008 erreichte sie, nach Gerhard Waschler das zweitbeste Ergebnis eines CSU-Listenkandidaten. Da jedoch die neun von der CSU gewonnenen Landtagsmandate bereits mit Stimmkreiskandidaten besetzt waren, verlor sie wie auch Gerhard Waschler ihr Landtagsmandat.